# Alegría (Wayne Shorter-album)
Alegría från 2003 är ett musikalbum av den amerikanske saxofonisten Wayne Shorter.

## Låtlista
Alla låtar är skrivna av Wayne Shorter om inget annat anges.
1. Sacajawea – 7:41
2. Serenata (Leroy Anderson) – 6:10
3. Vendiendo Alegria (anon) – 7:03
4. Bachianas Brasileras No. 5 (Heitor Villa-Lobos) – 6:00
5. Angola – 5:28
6. Interlude – 1:50
7. She Moves Through the Fair (trad) – 4:40
8. Orbits (trad) – 6:09
9. 12th Century Carol (anon) – 6:04
10. Capricorn II – 6:00

## Medverkande
- Wayne Shorter – tenor- & sopransaxofon
- Chris Gekker, Lew Soloff – trumpet (spår 3, 9)
- Jeremy Pelt – trumpet (spår 5)
- Michael Boschen – trombon (spår 9)
- Steve Davis – trombon (spår 5)
- Bruce Eidem – trombon (spår 3, 9)
- Jim Pugh – trombon (spår 3, 5)
- Papo Vázquez – trombon (spår 3)
- John Clark – engelskt horn (spår 3, 9), altsaxofon (spår 9)
- Stewart Rose – valthorn (spår 3, 9)
- Stephen Taylor – valthorn (spår 2, 8), oboe (spår 2, 8)
- Marcus Rojas – tuba (spår 9)
- Paul Dunkel – flöjt (spår 2, 3, 8)
- Chris Potter – tenorsaxofon (spår 5), basklarinett (spår 5)
- Allen Blustine – klarinett (spår 2, 3, 8), basklarinett (spår 2, 3, 8)
- Frank Morelli – fagott (spår 2, 8)
- Danilo Perez – piano (spår 1, 3, 7, 9, 10)
- Brad Mehldau – piano (spår 2, 5, 8)
- Charles Curtis – cello (spår 2, 4, 8)
- David Garrett, Barry Gold, Gloria Lum, Daniel Rothmuller, Brent Samuel, Cecilia Tsan – cello (spår 4)
- John Patitucci – bas (spår 1, 2, 4, 5, 7–10)
- Brian Blade – trummor (spår 1, 2, 6–8, 10)
- Terri Lyne Carrington – trummor (spår 3, 5, 9)
- Alex Acuña – slagverk (spår 3–5, 9)
- Robert Sadin – dirigent (spår 2, 3, 8, 9)